# Hans Ulrich Baumberger

Hans Ulrich Baumberger (1971)

Hans Ulrich Baumberger (* 7. April 1932 in Herisau; † 31. Oktober 2022; heimatberechtigt in Oberwangen, heute Fischingen TG) war Betriebswirt sowie Unternehmer und Schweizer Wirtschaftspolitiker (FDP). Er gehörte von 1971 bis 1975 dem Nationalrat und von 1975 bis 1983 dem Ständerat an.

## Leben
Hans Ulrich Baumberger wurde 1932 als Sohn von Ulrich Baumberger, Bäcker- und Konditormeister sowie Oberrichter, in Herisau geboren und ist dort aufgewachsen. Er besuchte die Kantonsschule in St. Gallen und schloss mit der Handelsmatura ab. Dann folgte das Studium der Betriebswirtschaft an der Hochschule St. Gallen (HSG, heute Universität St. Gallen). Von 1955 bis 1963 war er Mitarbeiter am Institut für Betriebswirtschaft der HSG, wo er 1961 mit der Arbeit Die Entwicklung der Organisationsstruktur in wachsenden Unternehmungen promovierte.

## Karriere
Sein Einstieg in die Industrie erfolgte 1964 bei der Firma Suhner & Co AG in Herisau, wo er als kaufmännischer Leiter massgeblich an der späteren Fusion mit der ähnlich tätigen Firma R. & E. Huber AG in Pfäffikon ZH beteiligt war. In der neu gebildeten Firma Huber+Suhner AG wurde er Leiter des Werkes Herisau. Diese Funktion behielt er bis 1980, worauf er ein eigenes Unternehmungsberatungsbüro in Herisau gründete.
Früh betätigte er sich politisch in der Freisinnigen Partei (FDP) des Kantons Appenzell AR, deren Präsidium er übernahm. Im Jahre 1971 wurde er in den Schweizer Nationalrat gewählt. Ab 1975 wechselte er als Standesvertreter des Kantons Appenzell Ausserrhoden in den Ständerat. Im Parlament wirkte er in mehreren Kommissionen mit, welche Wirtschaftsthemen und das Militärwesen behandelten, insbesondere als führender Wirtschaftspolitiker im Energiewesen und als Verfechter einer starken Armee. Er war im Schweizer Parlament bis 1983 aktiv.
In der Schweizer Wirtschaft war Baumberger in mehreren Industrie- und Dienstleistungsunternehmen als Verwaltungsrat oder als dessen Präsident tätig. Die ersten Verwaltungsratsmandate übte er ab 1980 bei den Firmen Hasler AG (später Ascom Holding AG) in Bern und der SIG Holding AG in Neuhausen am Rheinfall (Präsident von 1996 bis 1998) aus. Es folgten entsprechende Aufgaben bei der Swissair in Kloten (von 1986 bis 1994), bei der Bank Vontobel in Zürich (ab 1990) und bei den Helvetia Versicherungen in St. Gallen (Präsident von 1996 bis 2001).
Im Laufe seiner langjährigen Tätigkeit bei Swissair und bei Hasler/Ascom war er an schwierigen Entscheidungen beteiligt. Bei Swissair erlebte er den Niedergang dieser einst stolzen nationalen Fluglinie und die schlussendliche Auflösung. Bei der Hasler Holding AG erkannte er als deren Verwaltungsratspräsident, dass dieses früher hauptsächlich auf Schweizer Grosskunden ausgerichtete Unternehmen des Telekommunikationssektors wegen der zunehmenden Liberalisierung der Märkte in Schwierigkeiten geraten werde. Zusammen mit dem betriebswirtschaftlichen Experten Knut Bleicher von der HSG in St. Gallen hat er bei Hasler eine zeitgemässe divisionale Spartenorganisation eingeführt. Diese diente als Vorbereitung für die Fusion mehrerer Schweizer Unternehmen desselben Industriesektors zur neu gebildeten Firma Ascom, um ein international überlebensfähiges, mittelgrosses, schweizerisches Unternehmen zu bilden. Dabei spielte die Stiftung Hasler-Werke als Hauptaktionär der Hasler Holding AG mit Baumberger als Präsident des Stiftungsrates von 1980 bis 1994 eine Schlüsselrolle. Baumberger wurde Verwaltungsratspräsident der neuen Firma Ascom und die Stiftung Hasler-Werke deren Mehrheitsaktionär. Im Verlaufe der Zeit zeigte sich jedoch, dass sich die Zielsetzungen nicht verwirklichen liessen. Ascom durchlief einen ausgeprägten Schrumpfprozess und ist heute hauptsächlich ein Nischenanbieter für drahtlose, betriebsinterne Kommunikationslösungen.
Im Gegensatz dazu entwickelten sich die von Baumberger früher mitbetreuten Firmen Bank Vontobel, die Helvetia Versicherungen und die glasverarbeitende Firma forma vitrum in St. Gallen erfreulich. Nachdem er beim genossenschaftlichen Lebensversicherer Patria in Basel Verwaltungsratspräsident gewesen war, erwirkte er den Zusammenschluss mit der auf Sachversicherungen spezialisierten Helvetia in St. Gallen vorerst durch eine strategische Allianz im Jahr 1992 und dann den formalen Zusammenschluss im Jahr 1996. Daraus entstand ein leistungsfähiger Allbranchen-Versicherer. Bei der forma vitrum Holding AG war Baumberger bis 2004 Verwaltungsratspräsident. Diese Firma ist inzwischen als Tochterfirma von Schott AG, Deutschland, zu einem bedeutenden Anbieter von Glasprodukten für die Pharmaindustrie geworden.